# 투쑹옌
투쑹옌(중국어: 涂松岩, 병음: Tú Sōngyán, 한자음: 도송암, 1976년 10월 6일 ~ )은 중국의 배우이다.

## 출연작

### 드라마
- 2013년 후난위성텔레비전 금응독파극장 《찰문결혼파》 - 태자고건 역
- 2014년 안후이 위성 텔레비전 해돈제일극장 《행복종천이강》 - 류전붕 역
- 2014년 아이치이 웹드라마 《불사불상가》 - 간가명 역
- 2014년 장쑤 위성 텔레비전 행복극장 《이혼률사》 - 친령 역
- 2015년 장쑤 위성 텔레비전 행복극장 《아위인손당북표》 - 곽일명 역
- 2016년 베이징 텔레비전 홍성극장 《저매형제》 - 장명휘 역
- 2016년 산동 위성 텔레비전 화양극장 《일마환삼양》 - 허쥔 역
- 2016년 후난위성텔레비전 금응독파극장 《소선생》 - 전곤 역
- 2016년 장쑤 위성 텔레비전 행복극장 《노공문적사방전》 - 장도 역
- 2017년 선전 위성 텔레비전 황금극장 《새소화적원대전정》 - 사역광 역
- 2019년 CCTV-8 황금강당극장 《난난적행복》 - 김만당 역
- 2019년 저장 위성 텔레비전 중국람극장 《대착파파거유학》 - 무한상 역
- 2020년 동방 위성 텔레비전 동방극장 《생활상양광일양찬란》 - 우주 역
- 2020년 후난위성텔레비전 금응독파극장 《이가인지명》 - 리하이차오 역
- 2020년 동방 위성 텔레비전 동방극장 《재일기》 - 계위화 역
- 2020년 CCTV-1 제일특약극장 《최미역행자》 - 이설 역
- 2020년 후난위성텔레비전 금응독파극장 《애적리미》 - 진지군 역
- 2021년 CCTV-8 황금강당극장 《형산의원》 - 차이리쿤 역
- 2021년 저장 위성 텔레비전 중국람극장 《불혹지려》 - 팡천성 역
- 2021년 후난위성텔레비전 금응독파극장 《소민가》- 진보 역
- 2022년 CCTV-1 제일특약극장 《초월》 - 이구이민 역
- 2023년 후난위성텔레비전 금응독파극장 《거유풍적지방》 - 마치우산 역
- 2023년 CCTV-8 황금강당극장 《삼체 : 문명의 경계》 -  양웨이닝 역
- 2023년 CCTV-8 황금강당극장 《애정이이》 - 안충 역
- 2023년 CCTV-8 황금강당극장 《용성》 - 팡징후이 역
- 2023년 후난위성텔레비전 금응독파극장 《백색성보》 - 류칭치 역
- 2025년 후난위성텔레비전 금응독파극장 《국색방화》 - 영왕 역